# Булочников, Виктор Александрович
Виктор Александрович Булочников (род. 17 июля 1939 года — 2018 год) — советский и российский архитектор, государственный деятель в области охраны памятников, член-корреспондент Российской академии художеств (2011).

## Биография
Родился 17 июля 1939 года, жил и работал в Москве.
В 1964 году — окончил Московский архитектурный институт.
Работал в Гипрогоре, Министерстве культуры России, Госстрое России, Комитете по культуре Московской области, Главном управлении охраны памятников г. Москвы.
В 90-е годы XX века возглавлял Главное управление охраны памятников Москвы, внес большой личный вклад в разработку долговременной программы реконструкции московских памятников «Архитектурное наследие».
Являлся главным архитектором Центрального совета Всероссийского общества охраны памятников истории и культуры, вице-президентом Центрального отделения Международной лиги защиты культуры.
В 2011 году — избран членом-корреспондентом Российской академии художеств от Отделения архитектуры.
Профессор Международной академии архитектуры в Москве, МААМ. Академик Академии архитектурного наследия (1997) и академик Международной Академии информатизации (1998).
Виктор Александрович Булочников умер в 2018 году.

## Творческая деятельность
Проекты и постройки: самостоятельно и в составе творческих коллективов разрабатывал проекты детальной планировки исторических центров и градостроительную документацию при создании генеральных планов Новосибирска, Свердловска, Омска, Вологды, Брянска, Пензы и других городов России.
Важным этапом в творчестве архитектора явилась работа над генеральным планом, проектом центральной части и историко-архитектурных охранных зон старинного города Мурома.
Как член наблюдательного совета активно участвовал в процессе воссоздания Храма Христа Спасителя, Старого Гостиного двора и возрождения Китай-города.

## Награды
- Орден Дружбы (1999)[1]
- Заслуженный архитектор России
- Медаль «В память 850-летия Москвы» (1997)
- Почётный строитель Москвы (1999)[2]